# Gornyak FK Hromtaū
Gornyak FK Hromtaū (Kazachs Горняк ФК Хромтау) is een voetbalclub uit Hromtaū, Kazachstan.
De club werd opgericht in 1990 en leek - zoals zo veel clubs in het Centraal-Aziatische deel van de Sovjet-Unie - voorbestemd om een leven lang te figureren op het derde Sovjetniveau (of nog lager). Door de val van de Sovjet-Unie en de daarop volgende onafhankelijkheidsverklaring van Kazachstan kwam Gornjak FK Hromtaū plotseling op het hoogste niveau van het land terecht. Natuurlijk was de club erbij toen het eerste fluitsignaal op 19 april 1992 klonk voor in de Kazachse Topdivisie. Vier achtereenvolgende seizoenen lang speelde de ploeg mee op het hoogste niveau, maar in 1996 werd de club uit de competitie genomen om vervolgens - tot nu toe - nooit meer in de hoogste klasse terug te keren. In 2003 leek de club hard op weg om te promoveren: de eerste promotie-/degradatiewedstrijd tegen Vostok FK Öskemen werd nog met 1-0 gewonnen; de return werd nooit gespeeld, maar reglementair gewonnen door Vostok FK Öskemen, omdat Gornyak zich terug had getrokken.

## Tweede elftal
Het tweede elftal speelde onder de naam Gornyak-2 FK Xromtaw in 1995 in de Kazachse Eerste Divisie.

## Erelijst
-

## Historie in dePremjer-Liga
| Jaar | Competitie   | Prestatie                                                 | (Naam) |
| ---- | ------------ | --------------------------------------------------------- | ------ |
| 1992 | Topdivisie   | 5de plaats in voorrondegroep A, 8ste in de kampioensgroep |        |
| 1993 | Topdivisie   | 3de plaats in voorrondegroep A, 3de in de kampioensgroep  |        |
| 1994 | Topdivisie   | 12de plaats in de eindstand                               |        |
| 1995 | Topdivisie   | 5de plaats in de eindstand                                |        |
| 1996 | Topdivisie   | Gedurende het seizoen teruggetrokken                      |        |
| 1997 | Topdivisie   |                                                           |        |
| 1998 | Topdivisie   |                                                           |        |
| 1999 | Topdivisie   |                                                           |        |
| 2000 | Topdivisie   |                                                           |        |
| 2001 | Topdivisie   |                                                           |        |
| 2002 | Superliga    |                                                           |        |
| 2003 | Superliga    |                                                           |        |
| 2004 | Superliga    |                                                           |        |
| 2005 | Superliga    |                                                           |        |
| 2006 | Superliga    |                                                           |        |
| 2007 | Superliga    |                                                           |        |
| 2008 | Premjer-Liga |                                                           |        |
| 2009 | Premjer-Liga |                                                           |        |
| 2010 | Premjer-Liga |                                                           |        |
| 2011 | Premjer-Liga |                                                           |        |
| 2012 | Premjer-Liga |                                                           |        |
| 2013 | Premjer-Liga |                                                           |        |

## Naamsveranderingen
Alle naamswijzigingen van de club op een rijtje:
| Jaar (Datum) | Nieuwe naam (Russisch: Nederlandse transcriptie) (Kazachs: Qaydar-transcriptie) | Nieuwe Russische naam (t/m 1991) | Nieuwe Kazachse naam (vanaf 1992) |
| ------------ | ------------------------------------------------------------------------------- | -------------------------------- | --------------------------------- |
| 1990         | FK Gornjak Chromtau                                                             | ФК Горняк Хромтау                |                                   |
| 1992         | Gornyak FK Hromtaū                                                              |                                  | Горняк ФК Хромтау                 |

Premjer-Liga · 
birinşi lïgası ·
Beker van Kazachstan · 
Supercup van Kazachstan

Kazachse deelnemers aan de AFC-toernooien · 
Kazachse deelnemers aan de UEFA-toernooien

Kazachse voetbalbond · 
Kazachs voetbalelftal